# Canal del Peraldet
La Canal del Peraldet és un torrent afluent per la dreta del Torrent de Junts, a la Vall de Lord, que fa tot el seu curs per l'interior del Clot de Vilamala.

## Descripció
Neix a 1.193 msnm al terme municipal d'Odèn, a uns escassos 50 m. a l'est del punt quilomètric 19,5 de la carretera LV-4241b de Solsona a Coll de Jou entre el Pla de la Batalla (al sud) i l'Hostalnou de Canalda (al nord). S'endinsa cap al fons del Clot de Vilamala agafant la direcció predominant O-E tot seguint la falda del vessant nord del Serrat de les Pinasses i desguassa al Torrent de Junts a 895 msnm un centenar de metres després d'haver entrat al terme municipal de Guixers.
Tota la seva conca està integrada en el Pla d'Espais d'Interès Natural (PEIN) de la Generalitat de Catalunya i més concretament en l'espai Serres de Busa-Els Bastets-Lord.

## Termes municipals per on transcorre
|                                        | Longitud (en m.) | % del recorregut |
| -------------------------------------- | ---------------- | ---------------- |
| Per l'interior del municipi d'Odèn     | 785              | 87,7%            |
| Per l'interior del municipi de Guixers | 110              | 12,3%            |

## Xarxa hidrogràfica
La xarxa hidrogràfica de la Canal del Peraldet està integrada per un total de 6 cursos fluvials dels quals 5 són afluents de 1r nivell de subsidiarietat. La totalitat de la xarxa suma una longitud de 1.706 m.
| Codi del corrent fluvial | Coordenades del seu origen                                   | longitud (en metres) |
| ------------------------ | ------------------------------------------------------------ | -------------------- |
| Canal del Peraldet       | 42° 7′ 5.631″ N, 1° 32′ 39.93″ E / 42.11823083°N,1.5444250°E | 892                  |
| D1                       | 42° 6′ 58.59″ N, 1° 32′ 47.68″ E / 42.1162750°N,1.5465778°E  | 210                  |
| E1                       | 42° 7′ 6.707″ N, 1° 32′ 48.11″ E / 42.11852972°N,1.5466972°E | 64                   |
| E2                       | 42° 7′ 10.17″ N, 1° 32′ 45.76″ E / 42.1194917°N,1.5460444°E  | 207                  |
| D2                       | 42° 6′ 57.77″ N, 1° 32′ 59.14″ E / 42.1160472°N,1.5497611°E  | 189                  |
| D3                       | 42° 6′ 57.78″ N, 1° 33′ 8.460″ E / 42.1160500°N,1.55235000°E | 144                  |

## Perfil del seu curs
| Recorregut (en m.) | Altitud (en m.) | Pendent |
| ------------------ | --------------- | ------- |
| 0                  | 1.193           | -       |
| 250                | 1.073           | 50,0%   |
| 500                | 1.013           | 24,0%   |
| 750                | 927             | 34,4%   |
| 892                | 895             | 22,5%   |